# Daniel Rastedt
Daniel Rastedt (* 27. Mai 1761 in Lübeck; † 3. November 1836 in Eutin) war ein deutscher Gärtner.

## Familie
Daniel Rastedt war ein Sohn des Gärtners Gabriel Rastedt (getauft am 16. Juli 1723 in Lübeck; † 30. Oktober 1775 ebenda) und dessen Ehefrau Catharina, geborene Boy (getauft am 2. Februar 1727 in Lübeck; begraben am 12. September 1783 ebenda). Sie war eine Tochter des Lübecker Gärtners Johann Boy. Vorfahren der Familie arbeiteten belegt bis zum Dreißigjährigen Krieg als Gärtner.
Daniel Rastedt hatte drei Schwestern und sechs Brüder, von denen einer jung verstarb. Die anderen Brüder wirkten alle als Gärtner:
- Nicolaus (* 1766) arbeitete in Sankt Petersburg.
- Johann Gabriel (1750–1821) und Christian (1753–1817) hatten in Lübeck Handelsgärtnereien. Sie waren Lieferanten von Pflanzen für den Landschaftsgarten des Eutiner Hofes.
- Jochim Hinrich (1773–1838) belieferte den Eutiner Hof nachweislich bis 1837.

Rastedt selbst heiratete am 2. oder 7. Juli 1800 Anna Dorothea Ranninger (getauft am 26. April 1780 in Eutin; † 1. März 1851 ebenda), mit der er vier Töchter und einen Sohn hatte. Seine Ehefrau war eine Tochter des Eutiner Hofbäckers und Gastwirts Wulf Hinrich Ranninger.

## Wirken
Rastedt erhielt seine Ausbildung vermutlich in einer Lübecker Gärtnerei. 1780 erstellte er in Eutin eine Grundrisszeichnung der Baumaßnahmen des Schlossgartens, die er selbst unterschrieb. Was er in den Folgejahren machte, ist nicht bekannt. Fürstbischof Peter Friedrich Ludwig verpflichtete ihn  1787 als Gehilfen beim Umbau des Französischen Gartens seiner Eutiner Residenz zu einem Landschaftsgarten und machte ihn drei Jahre später zum fest angestellten Gärtnergesellen.
Rastedt arbeitete seit Beginn der Baumaßnahmen am Garten des Eutiner Schlosses beteiligt und setzte die Vorstellungen seines Auftraggebers selbstständig um. 1793 wurde er als Nachfolger des verstorbenen Alexander Schremm zum Hofgärtner ernannt. Die Arbeiten am heute wichtigsten klassizistischen Gartenkunstwerk Schleswig-Holsteins dauerten bis zum Jahr 1803. Rastedt arbeitete dabei mit Baumeister Peter Richter und weiteren Fachleuten zusammen und betreute die Anlage bis Lebensende.
Rastedt schuf nicht nur den Garten des Eutiner Schlosses, sondern erwies sich auch als kreativer Planer. 1788 erstellte er mehrere aufeinander aufbauende Entwürfe für einen neuen Schlossgarten, gegen Lebensende kamen Pläne für einen neuen Schlossplatz hinzu. Er selbst schrieb, dass er auch Gärten „im Holsteinischen und Mecklenburgischen“ gestaltet habe, die heute jedoch nicht genau bekannt sind.